# Ма Иньчу
Ма Иньчу́ (кит. трад. 馬寅初, упр. 马寅初, пиньинь Mǎ Yínchū, 24 июня 1882 — 10 мая 1982) — китайский экономист и демограф, общественный и политический деятель XX века, идеолог политики одного ребёнка.

## Биография
Происходил из купеческой семьи виноторговцев, которая за деда Ма Иньчу получила благородное звание. Родился в уезде Шэнсянь Шаосинской управы провинции Чжэцзян. Получил классическое образование в Шаосинской средней школе. В 1899 году переезжает в Шанхай, где учился в церковном миссионерском колледже. В 1904 году поступил в Бэйянский университет, где изучал горное дело и металлургию. Закончил его на отлично.
В 1907 году за счёт Цинского правительства был отправлен на учёбу в США. Здесь изучал экономику в Йельском университете в 1910 году, получив степень магистра. После этого стажировался в Колумбийском университете, где в 1914 получил степень доктора экономики. Известность получила его диссертация «Финансовый Нью-Йорк».
По возвращении на родину в 1915 году стал профессором экономики Пекинского университета, занялся преподавательской и научной деятельностью (мировая экономика, экономика Китая). В 1919 году избран проректором университета по учебной работе. Совместно с Цай Юаньпеем разрабатывал новую педагогику, основанную на достижениях как западной, так и китайской науки.
Его дальнейшую творческую жизнь и деятельность можно разделить на три этапа. На «первом» (1920—1939) — критическое переосмысление западных теорий и экономической политики правительства Гоминьдан. В 1920 году помогал в создании Шанхайского коммерческого колледжа, а в 1923 году — стал учредителем и президентом Китайского экономического общества.
«На втором» (1940—1949) он воспринял идеологию новодемократической революции, осудив политику империализма и феодальные отношения в Китае. В декабре 1940 года был арестован по приказу Чан Кайши за выступления против режима Гоминьдана. Несколько лет провел в тюрьме и концлагере, что, впрочем, не сильно помешало его научной деятельности. В статье 1946 года «Моё мировоззрение» прямо отверг однопартийную диктатуру Гоминьдана, продолжив пропагандировать «прогрессивную, рациональную, демократическую» науку как основное средство преобразования природы.
На третьем этапе (1949—1960) Ма Иньчу изучал марксизм, занимал ряд ответственных должностей: заместителя председателя правительственного комитета по финансовой политике и экономике, ректор Чжэцзянского (1950—1951) и Пекинского (1951—1960) университетов, в 1949 году избирался членом Постоянного Комитета Всекитайского совета народных представителей (ВСНП) и в этом качестве в 1954—1955 годах инспектировал провинцию Но. В это время выступает со своей «новой теории народонаселения».
Ма Иньчу хотел изложить свои выводы на 2-й сессии ВСНП в 1955 году, но его доклад, расходился с официальными установками, вызывал противоречивые отклики при обсуждении на уровне провинции, и он стал считать выступление преждевременным. С середины 1956 года в КНР началась первая общегосударственная кампания по планированию рождаемости, затем был провозглашен курс под названием «пусть соперничают все учёные», вследствие чего весной 1957 года развернулась широкая дискуссия по проблемам народонаселения. В результате у Ма Иньчу снова появилась возможность изложить свои взгляды. 25 и 27 апреля он дважды выступал в Пекине с публичной лекцией «Народонаселение Китая и его связь с развитием производительных сил», а 3 июля официально изложил на 4-й сессии ВСНП «новую теорию народонаселения». Его доклад под этим названием 5 июля 1957 года был опубликован в официальном издании «Жэньминь жибао» и вызвал бурные дебаты.
В феврале 1958 года он опубликовал сборник статей «Мои экономические теории, философские взгляды и политическая платформа», где обосновал теорию экономического равновесия и общий закон пропорционального развития. Идеи Ма противоречили теории «большого скачка» в коммунизм, официально принятой в мае 1958 года на 2-й сессии VIII съезда Коммунистической партии Китая. В центральной прессе развернулась кампания критики Ма Иньчу, которая постепенно переросла в настоящую травлю «стопроцентного мальтузианца» и «ставленника феодальной, буржуазной и империалистической реакции». Количество его оппонентов достигло 200 человек. Большинство критических выступлений основывалось на лозунгах «Много людей — хорошо решаются дела» и «Две руки прокормят один рот», положенных в основу маоистской экономической стратегии тех лет. Ма Иньчу упорно стоял на своём. Провал политики «большого скачка» способствовал снятию Ма Иньчу со всех должностей 26 марта 1960 года.
Он остался жив и после провозглашения курса на экономические реформы был в сентябре 1979 полностью реабилитирован, а его «новая теория народонаселения» реанимирована в связи с необходимостью подвести теоретическую базу под новую демографическую политику «Одна семья — один ребёнок». Ма Иньчу стал пожизненным почётным ректором Пекинского университета, почётным председателем Всекитайского демографического общества, и к его столетию в Пекине в 1981 был выпущен двухтомник избранных статей по экономике. Умер 10 мая 1982 года, не дожив около месяца до своего сотого дня рождения.

## Новая теория народонаселения
Эта теория способствовала популярности Ма Иньчу. Она имеет не столько общесоциологический, сколько экономический характер, поскольку в основном касается противоречия между потреблением и накоплением, способов повышения жизненного уровня народа и производительности труда.
Главные из них — два: 1) в материальном производстве — накопление капитала посредством преимущественного развития легкой промышленности, которые обеспечивают наиболее быстрое возмещение потраченных средств, для чего в сельском хозяйстве приоритет должен быть отдан техническим культурам; 2) в «человеческом производстве» — ограничение количества и повышение качества населения, для чего нужны две группы мероприятий. Первая — скорейшее проведение следующей переписи населения, налаживание «статистики человеческой жизни» и включения показателей прироста населения в пятилетние планы развития экономики. Вторая — всесторонняя идеологическая борьба против феодальной идеологии, которая ориентирует семью на многодетность, повышение брачного возраста до 23 лет для женщин и 25 — для мужчин; распространение современных средств контрацепции (но недопущение абортов). Если этого недостаточно, прибегнуть к других административных мер и даже материального стимулирования по принципу «премия за второго, прогрессивный налог на третьего и последующих детей». Практически все эти предложения были в той или иной степени реализованы в КНР к концу XX века. таким образом Ма Иньчу стал идеологом политики одного ребенка.